# کریگرسانان
کریگرسانان (نام علمی: Kriegeriales) نام یک راسته از رده قارچ‌های ریزانگوری است.